# مسألة عدد التقبيل
في الهندسة الرياضية، يطلق اسم مسألة عدد التقبيل على مسألة إيجاد العدد الأعظمي من الكرات ذات نصف قطر يساوي الواحد التي يمكنها أن تلامس مباشرة الكرة الواحدية في فضاء إقليدي ذو n بعد.

## عدد التقبيل

عدد التقبيل في البعد الأحادي.

- في البعد الأحادي، فإن عدد التقبيل يكون 2.

عدد التقبيل في المستوي ثنائي البعد.

- في المستوي ثنائي البعد، يتضح أن عدد التقبيل هو 6.
- عدد التقبيل في الفضاء الثلاثي البعد غير واضح. حيث أنه من السهل ترتيب 12 كرة لتلامس كرة داخلها، لكن هناك الكثير من الفراغ الفائض. ليس من المبرهن بعد عدم وجود طريقة تمنع ملامسة 13 كرة لكرة موجودة داخلها.

## معرض صور

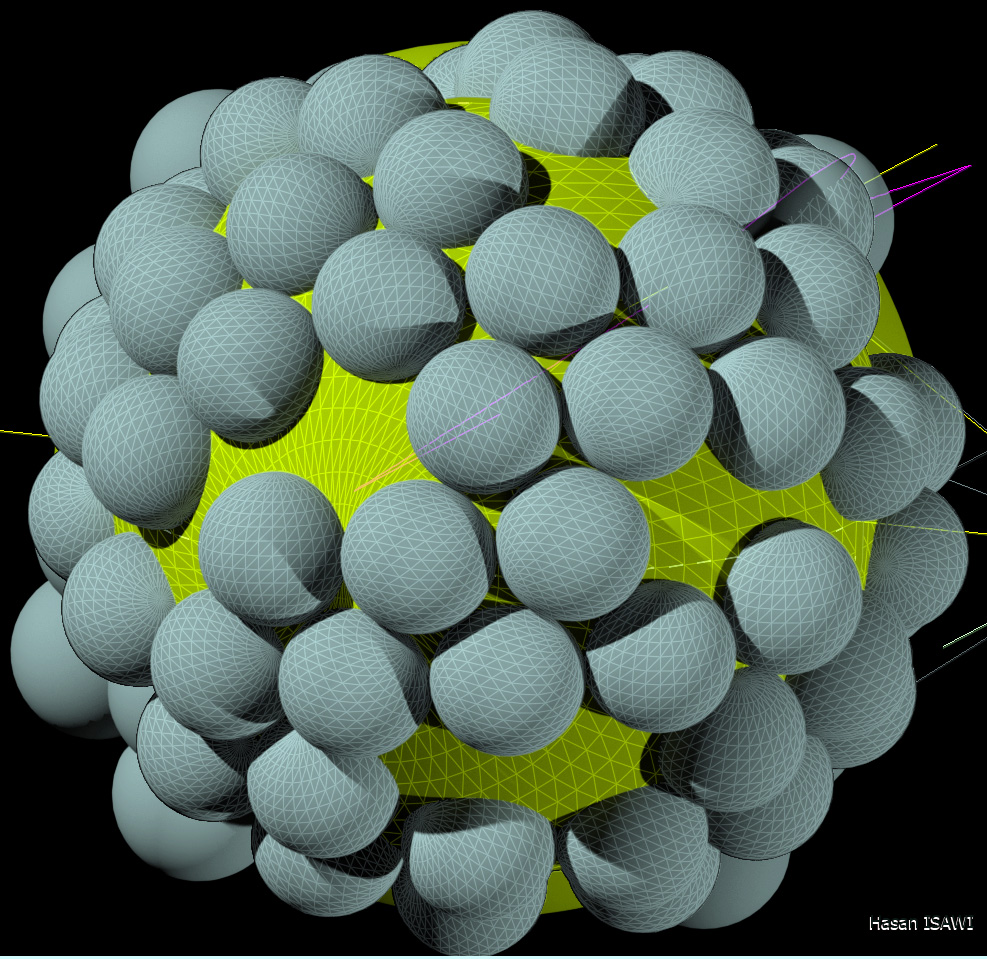
ترتيب كرات متساوية وصغيرة نسبيًا حول كرة كبيرة، بحيث كل كرة تكون متماسة لخمس كرات أخرى.